# ヴァシーリー・ドクチャーエフ
ヴァシーリー・ドクチャーエフ（ロシア語:  Васи́лий Васи́льевич Докуча́ев, ラテン文字転写: Vasily  Vassilievitch Dokuchaev、1846年3月1日 - 1903年11月8日Vasily  Vassilievitch Dokuchaev）は、ロシアの地質学者、土壌科学者。

## 生涯
ロシア帝国スモレンスク地域の寒村ミリュコボで生まれた。両親は司祭だった。スモレンスク神学校やサンクトペテルブルク神学アカデミーで学ぶが、しかしのちに科学に転じて、サンクトペテルブルク大学に入学して自然科学を学ぶ。1871年、同大学修士課程修了。1872年、同大学キュレーター。1878年、同大学博士号取得。サンクトペテルブルク大学で教授に任命された。長年にわたって勤めたあと1897年、健康を理由にして退職した。1883年に発表した論文「ロシアのチェルノーゼム」は大きな反響を呼び、土壌を分類するなど土壌学に多大な貢献を為した。後にドクチャーエフ土壌研究所設立。著書に「現代の土壌学の科学と人間活動における立場と役割」（1899年）。1903年にロシア帝国サンクトペテルブルクで没した。同地にあるスモレンスキー・ルーテル派墓地に埋葬された。コンスタティン・グリンカ、ニコライ・シビルツェフ、ウラジーミル・ヴェルナツキーは弟子である。

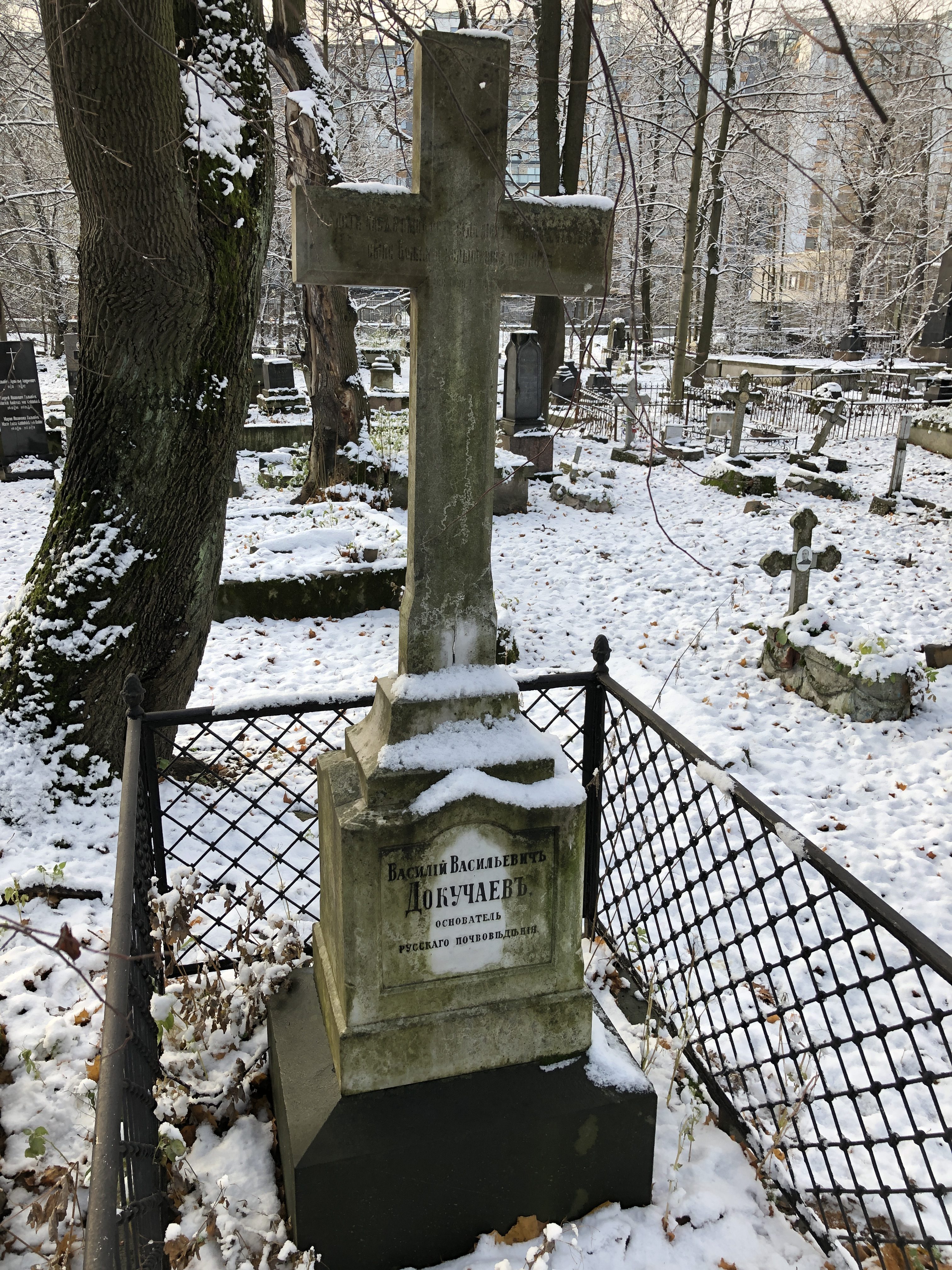
サンクトペテルブルク、スモレンスク・ルーテル派墓地にあるヴァシーリー・ドクチャーエフの墓石。

ロシア帝国の聖スタニスラフ勲章と聖アンナ勲章、さらにフランスの農事功労章シュヴァリエ  (Ordre du Merite agricole Chevalier)をそれぞれ授与された。ロシア科学アカデミー会員。火星にあるドクチャーエクレーターはドクチャーエフの名前からきている。